# Omri Katz
Omri Haim Katz (ur. 30 maja 1976 w Los Angeles) – amerykański aktor telewizyjny i filmowy  pochodzenia żydowskiego. Znany głównie z seriali Eerie, Indiana i Dallas.

## Życiorys
Urodził się i dorastał w Los Angeles w Kalifornii jako syn Riny i Yorama Katz, żydowskich imigrantów z Izraela. Kiedy Katz był młody mieszkał w Izraelu (zna płynnie język hebrajski), ale wyjechał do USA, by rozpocząć karierę aktorską. W 1983 dostał rolę w operze mydlanej CBS Dallas, potem wystąpił jeszcze w kilku serialach i filmach m.in. w komedii Kenny’ego Ortegi Hokus pokus z Bette Midler, Kathy Najimy i Sarah Jessicą Parker. W 1984 otrzymał nagrodę Soap Opera Digest Award w kategorii „wybitny młody aktor” za rolę w serialu Dallas.
W 2002 postanowił wycofać się na jakiś czas z aktorstwa. Został fryzjerem w Los Angeles, lecz niedługo potem porzucił to zajęcie i wyjechał do Izraela.

## Filmografia

### Filmy
- 1984: Speed jako Szkocki chłopak
- 1992: Adventures In Dinosaur City jako Timmy
- 1993: Hokus pokus jako Max Dennison
- 1993: Przedstawienie jako Stan
- 1996: Dallas: J.R. Returns jako John Ross Ewing III
- 2002: Journey Into Night (film krótkometrażowy) jako Sean
- 2006: Perfect Girl jako David

### Seriale
- 1983–1991: Dallas jako John Ross Ewing III
- 1984: Simon & Simon jako chłopiec
- 1991: Zorro jako Jack Adams
- 1991–1992: Eerie Indiana, czyli Dziwne Miasteczko jako Marshall Telle
- 1993–1995: The John Larroquette Show jako Tony Hemingway
- 1999: Luzaki i kujony jako Brad
- 2000: Szpital miejski jako tatuażysta